# Řehačka
Řehačka je jezero vzniklé spojením starého říčního ramene, které vzniklo v místě dřívějšího toku řeky Labe, a písníku, který vznikl po těžbě písku v roce 1953. Nachází se mezi Čelákovicemi a Lysou nad Labem u osad Řehákova Bouda a Tři Chalupy v okrese Nymburk ve Středočeském kraji v Česku. Má rozlohu 7,55 ha. Je 450 m dlouhé a 340 m široké. Leží v nadmořské výšce 174 m. Patří do skupiny Hrbáčkových tůní, avšak není zahrnuta do přírodní rezervace Káraný - Hrbáčkovy tůně.

## Okolí
Okolí tůně je zarostlé starými stromy, za jejichž úzkými pásy jsou na severu a západě pole. Na jihu roste mezi jezerem a Labem les. Na západním břehu se nacházejí osady Řehákova Bouda a Tři Chalupy. V západní části jezera se nacházejí dva zalesněné ostrovy a v severní části dlouhý a úzký poloostrov, který odděluje původní říční rameno a písník. Přes průliv oddělující jihovýchodní zátoku od jezera vede lávka.

## Vodní režim
Do jezera ústí potok od Řehákovy Boudy. Několik metrů od západního břehu protéká Mlynařice, do které ústí průtok směřující z jezera do Labe.

## Přístup
Přístup je možný po:

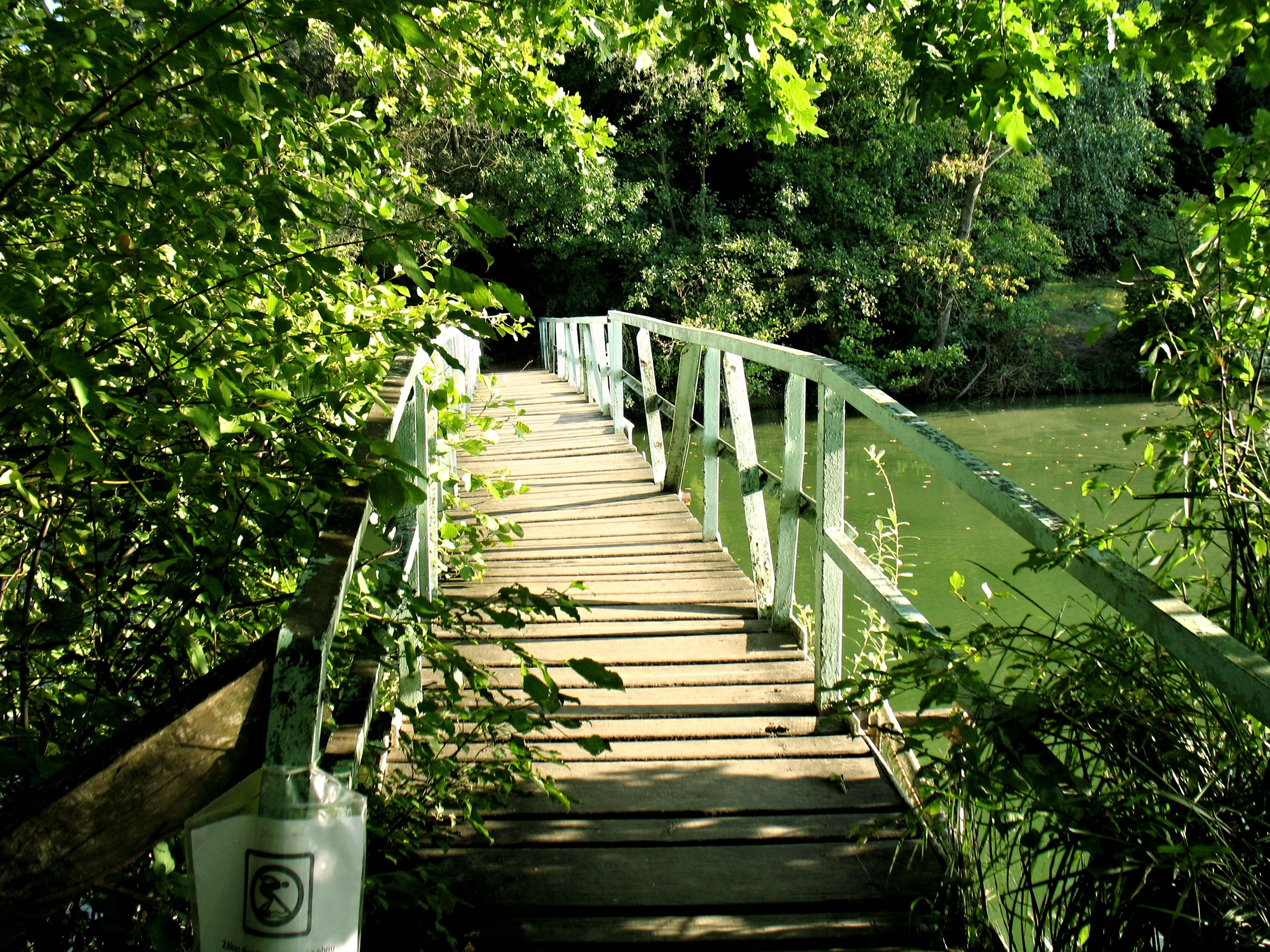
Mostek na naučné stezce Údolím Labe u východního břehu jezera

- naučné stezce Údolím Labe od Byšiček přes Tři Chalupy do Dvorců, která obchází jezero po západním, jižním a výchofním břehu.
- po polní cestě vedoucí po pravém břehu Labech od Litolu nebo Čelákovic.

## Fauna
Na jezeře žijí kachny, nutrie, divoké hrdličky, lysky, volavky, černí čápi. Je známá lovem trofejních sumců.